# Les Clefs
Les Clefs település Franciaországban, Haute-Savoie megyében. Lakosainak száma 704 fő (2022. január 1.). Les Clefs Manigod, Serraval, Talloires-Montmin és Thônes községekkel határos.

## Népesség
A település népességének változása:
| Lakosok száma | 606  | 628  | 650  | 659  | 668  | 675  | 684  | 694  | 704  |
|               | 2013 | 2015 | 2016 | 2017 | 2018 | 2019 | 2020 | 2021 | 2022 |